# Megaselia atricolor
Megaselia atricolor är en tvåvingeart som beskrevs av Borgmeier 1962. Megaselia atricolor ingår i släktet Megaselia och familjen puckelflugor. Inga underarter finns listade i Catalogue of Life.